# Кам'яниця Майдашевичівська
Кам'яниця Майдашевичівська — житловий будинок № 35 площі Ринок у Львові.

## Історія
Забудова ділянки, на якій стоїть кам'яниця, тривала з моменту локації львівського Ринку, проте конкретні відомості стосовно ранньої будівельної хронічки об'єкту — відсутні. Близько 1750 року стара кам'яниця перебувала у «повній руїні» (разом з сусідньою, розташованою на ділянці пл. Ринок, 34), і імовірно, що невдовзі було проведено відбудову. Кам'яницю відновили у 1785 році — цим роком датується офіцина, а також перший поверх будинку. Основні будівельні роботи відбулися у 1886–1887 роках. Тоді проведено ґрунтовну реконструкцію будинку за проєктом архітектора Ігнатія Віняжа.
Будинок включено до реєстру пам'яток архітектури і містобудування національного значення (Постанова № 970 Ради Міністрів Української РСР від 24 серпня 1963 року) під охоронним № 326/32.
Нині приміщеннями другого поверху кам'яниці користується Товариство культури львівських угорців.

## Архітектура
Цегляний, витягнутий вглиб ділянки, чотириповерховий, прямокутний в плані. Гладкий оштукатурений фасад розчленований плоскими лопатками, прикрашений фігурними обрамленнями вікон з лучковими (другий поверх) та трикутними (третій поверх) сандриками на ліпних консолях, завершений ліпним фризом.